# Lepisosteus
Lepisosteus Linnaeus, 1758 è uno dei due generi in cui si suddivide la famiglia dei Lepisosteidi. Rispetto ad Atractosteus ha una distribuzione più vasta: dai grandi laghi settentrionali del Nordamerica alla Florida e al bacino del Mississippi.

## Specie
Il genere Lepisosteus comprende quattro specie:
- Lepisosteus oculatus - luccio maculato
- Lepisosteus osseus - luccio dal naso lungo o pesce dal becco
- Lepisosteus platostomus - luccio dal naso corto
- Lepisosteus platyrhincus - luccio della Florida

## Descrizione
La distribuzione del pesce dal becco è più estesa di quella di Lepisosteus oculatus, che pure vive nelle acque salmastre delle zone costiere. La prima di queste due specie può raggiungere 1,8 m di lunghezza e 30 kg di peso. Le femmine sono più lunghe dei maschi con una differenza di circa 18 cm tra il decimo e l'undicesimo anno d'età.
I maschi raramente superano quest'età, mentre le femmine possono vivere fino ai 22 anni e più. La riproduzione in massa avviene da marzo ad agosto.
Il luccio dal naso corto vive nella zona che comprende il Texas nord-orientale, il Montana, l'Ohio meridionale e il Mississippi; il luccio della Florida, invece, abita in Florida e nelle acque dolci delle pianure della Georgia.